# Jimmy Verbaeys
Jimmy Verbaeys (Brussel, 26 augustus 1993) is een Belgisch turner. 

## Levensloop
Verbaeys liep school aan de topsportschool in Gent. In 2012 kon hij zich plaatsen voor de Olympische Spelen. 

## Palmares

### 2014
- BK allround 83,950 punten
- 8e EK allround 81,832 punten
- 11e EK team 250,829 punten

### 2013
- 21e EK allround 80,331 punten
- 37e WK allround 79,831 punten

### 2012
- 21e Olympische Spelen 2012 allround finale: 85,231 punten
- BK allround 82,850 punten

### 2011
- 67e WK allround 82,832 punten
- 37e  EK allround 79,650 punten
- 33e EK paard met bogen 13,375 punten

### 2010
- 93e WK allround 81,006 punten